# 노스이스턴 일리노이 대학교
노스이스턴 일리노이 대학교(Northeastern Illinois University, NEIU)는 미국 일리노이주 시카고에 위치한 공립 대학이다. NEIU의 학생 수는 이 지역에서 약 9,000명이다. 메인 캠퍼스는 노스파크의 커뮤니티 에어리어에 위치해 있으며 3개의 추가 캠퍼스들이 도심지에 위치해 있다.